# Rasmus Seebach
Rasmus Christian Seebach, född 28 mars 1980 i Frederiksberg i Köpenhamn, är en dansk singer/songwriter och musikproducent.

## Karriär
Sedan 1990-talet har Seebach tillsammans med sin bror Nicolai Seebach skrivit och producerat låtar till både danska och utländska artister, men först i april 2009 solodebuterade han med singeln Engel. Året därpå, släppte han singeln Natteravn som blev en hit i både Danmark och Sverige. Låten var egentligen en bonuslåt på Seebachs självbetitlade debutalbum, men blev snabbt populärare än någon av de andra låtarna i Sverige. I Danmark sålde debutalbumet 9 x Platina.

## Privatliv
Rasmus Seebach är son till sångaren Tommy Seebach, som deltog i Eurovision Song Contest tre gånger.  

## Diskografi

### Album
- 2009 – Rasmus Seebach
- 2011 – Mer' end kærlighed
- 2012 – Live
- 2013 – Ingen Kan Love Dig i morgen
- 2015 – Verden Ka' Vente

### Singlar
| År               | Singel                          | Bästa listplacering | Bästa listplacering | Bästa listplacering | Bästa listplacering | Certifieringar | Album              |
| År               | Singel                          | DAN                 | NOR                 | SVE                 | TYS                 | Certifieringar | Album              |
| Danska singlar   | Danska singlar                  | Danska singlar      | Danska singlar      | Danska singlar      | Danska singlar      | Danska singlar | Danska singlar     |
| ---------------- | ------------------------------- | ------------------- | ------------------- | ------------------- | ------------------- | -------------- | ------------------ |
| 2009             | "Engel"                         | 1                   | —                   | 12                  | —                   | DEN: Platina   | Rasmus Seebach     |
| 2009             | "Glad igen"                     | 2                   | —                   | —                   | —                   | DEN: Platina   | Rasmus Seebach     |
| 2009             | "Den jeg er"                    | 3                   | —                   | —                   | —                   | DEN: Guld      | Rasmus Seebach     |
| 2010             | "Lidt i fem"                    | 3                   | —                   | —                   | —                   | DEN: Platina   | Rasmus Seebach     |
| 2010             | "Natteravn"                     | 14                  | 5                   | 4                   | —                   | SWE: Guld      | Rasmus Seebach     |
| 2011             | "I mine øjne"                   | 1                   | —                   | —                   | —                   |                | Mer' end kærlighed |
| 2011             | "Under stjernerne på himlen"    | 3                   | —                   | —                   | —                   |                | Mer' end kærlighed |
| 2011             | "Mer' end kærlighed"            | 22                  | —                   | —                   | —                   |                | Mer' end kærlighed |
| 2011             | "Millionær" (feat Ankerstjerne) | 4                   | —                   | —                   | —                   |                | Mer' end kærlighed |
| 2011             | "Lys i din Lejlighed"           | 31                  | —                   | —                   | —                   |                | Mer' end kærlighed |
| Engelska singlar |                                 |                     |                     |                     |                     |                |                    |
| 2011             | "Angel"                         | —                   | —                   | —                   | —                   |                | Inget              |
| 2011             | "Calling (Nighthawk)"           | —                   | —                   | —                   | 90                  |                | Inget              |

### Fotnoter
1. ↑  ”Rasmus Seebach - Fra sangskriver til solist” (på danska). gaffa.dk. http://gaffa.dk/artikel/34765. Läst 6 juni 2010.
2. ↑  ”Hitlisten” (på danska). http://www.hitlisterne.dk/default.asp?list=t40. Läst 6 juni 2010.
3. ↑  ”Sverigetopplistan”. http://www.sverigetopplistan.se/. Läst 6 juni 2010.
4. ↑  ”Danske Rasmus Seebach slår igenom i Sverige”. Musiknyheter.nu. 26 maj 2010. Arkiverad från originalet den 6 juni 2010. https://web.archive.org/web/20100606040550/http://www.musiknyheter.nu/danske-rasmus-seebach-slar-igenom-i-sverige_20100526.html. Läst 6 juni 2010.